# 通远县 (后晋)
通远县，中国古县名。
五代后晋天福四年（939年）置，治所在今甘肃省环县。先后为威州、通远军、环州治。元朝时废。